# Schistura obeini
Schistura obeini är en fiskart som beskrevs av Kottelat, 1998. Schistura obeini ingår i släktet Schistura och familjen grönlingsfiskar. IUCN kategoriserar arten globalt som livskraftig. Inga underarter finns listade i Catalogue of Life.